# San Francesco di Paola (Velence)
A San Francesco di Paola egy római katolikus vallási épület az olaszországi Velencében, a Castello kerületben.

## Története
A templom a Via Garibaldira néz, amely egy egészen új velencei út, amely a Castello-rio 19. századi feltöltődéséből született, amely a Castello-csatornán keresztül csatlakozott a Szent Márk-medencéhez.
1291-ben Castello I. Bartolomeo Querini püspöke végrendeletében kórház építését hagyta jóvá, amelyet a Rio di Castello bal oldalán húztak fel, és mellette épült a Szent Bertalan tiszteletére szentelt oratórium is.
A tizennegyedik század második felében ezen a területen épült a Szent Bertalannak] szentelt templom is.
1588-ban a kórház és a templom is labilis szerkezetű volt, így Paolai Szent Ferenc minimita rendjére bízták őket, akik teljesen átalakították a templomot, és Paolai Szent Ferencnek ajánlották. Melléje kolostort építettek, amelyet 1806-ban felszámoltak és 1885-ben le is bontottak, helyén most általános iskola áll.

## Leírása
A templom két oszloprendű, klasszikus stílusú homlokzata timpanonnal, portállal épült, a középső térben összegyűjtött ablakokkal, amelyeket ugyanabban a szögben húznak alá a korinthoszi oszlopfők által lezárt, enyhén megemelt pilaszterek.
A homlokzatra egy óra van rajzolva, amely Paolai Szent Ferenc halálának idejét jelöli.
A főajtó oromfalán a rend mottója van vésve: CHARITAS a lángoló Nap közepén.
1810-ig a szűk alapokról a Rio di San Domenicóra vagy a di Castellóra, és az azonos nevű hídra nézett.
A belső tér egyhajós, bár a 18. században átalakították, nagyrészt megőrizte eredeti jellegzetességeit. 39 m hosszú és 18 m széles.
Érdekesség a homlokzat belső elülső részéhez támaszkodó, az oldalfalak mentén két karral húzódó „barco”, amelynek mélyén mindkét oldalon 3-3 mellékoltár van.
Összesen 11 oltár található benne, amelyek közül az egyiket a keresztelőkápolna foglalja el, ahol számos festmény található, amelyek Paolai Szent Ferenc életét és csodáit ábrázolják. Közülük emlékezetes:
- G. F. Soliman: Paolai Szent Ferenc feltámaszt egy gyermeket, 1748
- Giandomenico Tiepolo: Egy megszállott megszabadítása, 1748
- Jacopo Palma il Giovane: A Szűz Mária, Szent János evangélista és az adományozók
- Vincenzo Canal: Szent Ferenc feltámasztja Túrei Tamást, tanítványát, akit egy fa zúzott agyon, 1746
- Giovanni Contarini: Krisztus feltámadása, 1590 k.

A templom mennyezete teljes egészében a 16. század végi alkotásokkal van kifestve, amelyek a Biblia epizódjait és a szent csodáit ábrázolják.

## Bibliográfia
- Marcello Brusegan, Velence templomai, Newton Compton

## Fordítás
- Ez a szócikk részben vagy egészben  a   San Francesco di Paola (Venezia) című olasz Wikipédia-szócikk ezen változatának fordításán alapul.  Az eredeti cikk szerkesztőit annak laptörténete sorolja fel. Ez a jelzés csupán a megfogalmazás eredetét és a szerzői jogokat jelzi, nem szolgál a cikkben szereplő információk forrásmegjelöléseként.